# Tenzorszámítás (geometria)
Ez a szócikk az R2 és R3 tér másodrendű tenzorainak elméletével foglalkozik. További általánosításokról a tenzor szócikk nyújt eligazítást.
A tenzorszámítás vagy tenzoraritmetika és -algebra a geometriai térbeli tenzorokkal végzett műveletek szabályait foglalja össze. A háromdimenziós térbeli másodrendű tenzorok normált algebrát alkotnak és a lineáris leképezések Lin(R3;R3) terével azonosítható teret képeznek.
A tenzorok lényegében olyan affin leképezéseket leíró (kódoló) matematikai objektumok, melyeknek van fixpontjuk, azaz olyan pont a koordinátatérben, melyet a leképezés saját magába képez (ilyen pont az origó). A tenzorok legjellemzőbb tulajdonsága, hogy függetlenek a koordináta-rendszer választásától. Bár minden tenzornak van mátrixa, és a tenzorműveletek elvégezhetők a mátrixukkal is, ezek a műveletek nem csak számtáblázatokkal végzett számítások, hanem geometriai realitásuk van.

## A tenzor definíciójáról
Egy A tenzor az r vektorral megszorozva egy v vektort eredményez:
{\displaystyle \mathbf {v} =\mathbf {A} \mathbf {r} }
Ez a szorzat a tenzorok homogén lineáris tulajdonsága folytán érhető tetten. Tetszőleges c1 és c2 skalárral és r1, r2 vektorral:
{\displaystyle \mathbf {A} (c_{1}.\mathbf {r} _{1}+c_{2}.\mathbf {r} _{2})=c_{1}.\mathbf {A} \mathbf {r} _{1}+c_{2}.\mathbf {A} \mathbf {r} _{1}}
Itt . vektornak skalárral történő szorzása. Eszerint a tenzorok azonosíthatók a lineáris leképezésekkel.
Lásd bővebben: lineáris leképezések.
Ha (b1, b2, b3) ortonormált bázis a térben, akkor az Ar szorzatban r egyértelműen kifejezhető ezek lineáris kombinációjaként és kapjuk: Ar = A(x.b1+y.b2+z.b3) = x.Ab1+y.Ab2+z.Ab3. Vezessük be a következő jelöléseket: a1 = Ab1, a2 = Ab2, a3 = Ab3. Az előbbi alakban x, y, és z az r vektor tengelyekre eső merőleges vetülete, azaz rendre a következő skaláris szorzatok: r{\displaystyle \cdot }b1, r{\displaystyle \cdot }b2, r{\displaystyle \cdot }b3. Tehát az Ar szorzat végeredményben:
{\displaystyle \mathbf {v} =\mathbf {A} \mathbf {r} =(\mathbf {r} \cdot \mathbf {b} _{1}).\mathbf {a} _{1}+(\mathbf {r} \cdot \mathbf {b} _{2}).\mathbf {a} _{2}+(\mathbf {r} \cdot \mathbf {b} _{3}).\mathbf {a} _{3}}
Tekintve, hogy az r {\displaystyle \mapsto } (r{\displaystyle \cdot }b).a leképezés a diadikus szorzat, azaz b{\displaystyle \circ }a, ezért rögzítve az (b1, b2, b3) bázist, a tenzor előáll:
{\displaystyle \mathbf {A} =\mathbf {a} _{1}\circ \mathbf {b} _{1}+\mathbf {a} _{2}\circ \mathbf {b} _{2}+\mathbf {a} _{3}\circ \mathbf {b} _{3}}
alakban. Ez azt jelenti, hogy a tenzorok diadikus szorzatok lineáris kombinációi. Ezen a jellemzésen alapul, hogy az algebrában másodrendű tenzoron a diadikus szorzatok által kifeszített alteret értik.
Az absztrakt algebrai definícióra nézve lásd még: tenzor.
A tenzort a B = (b1, b2, b3) rögzített bázisban tehát egyértelműen jellemzi a következő vektorhármas:
{\displaystyle (\mathbf {a} _{1},\mathbf {a} _{2},\mathbf {a} _{3})}
Illetve az ebből, mint oszlopvektorokból készített alábbi mátrix:
{\displaystyle [\mathbf {A} ]_{B}={\begin{bmatrix}{\begin{matrix}\vert \\\mathbf {a} _{1}\\\vert \end{matrix}}&{\begin{matrix}\vert \\\mathbf {a} _{2}\\\vert \end{matrix}}&{\begin{matrix}\vert \\\mathbf {a} _{3}\\\vert \end{matrix}}\end{bmatrix}}={\begin{bmatrix}a_{11}&a_{12}&a_{13}\\a_{21}&a_{22}&a_{23}\\a_{31}&a_{32}&a_{33}\end{bmatrix}}}

### Kovariancia
A tenzorok mátrixaira jellemző praktikus tulajdonság, hogy „a koordináta-rendszerrel együtt transzformálódnak” vagy másként, a tenzorok mátrixai kovariánsak. Ezeket a kijelentéseket a következőképpen értjük. Ha az A tenzort egy V {\displaystyle \rightarrow } V lineáris leképezésnek tekintjük, akkor a V geometriai téren értelmezett φ:V {\displaystyle \rightarrow } R3 lineáris bijekció a tér egy koordinátázását definiálja. Például akármilyen B bázist rögzítve, a bázishoz tartozó V {\displaystyle \rightarrow } R3 kanonikus izomorfizmus egy koordináta leképezés. Az A tenzornak, egy φ koordinátázáshoz tartozó mátrixa (például egy bázis rögzítése esetén) nem más, mint a
{\displaystyle \varphi \circ \mathbf {A} \circ \varphi ^{-1}}
lineáris leképezés sztenderd bázishoz tartozó mátrixa. Ha ezt [A]φ-vel jelöljük, akkor a tenzor egy másik koordinátázáshoz tartozó [A]ψ mátrixa között a következő összefüggés áll fenn:
{\displaystyle [\mathbf {A} ]_{\psi }=T\cdot [\mathbf {A} ]_{\varphi }\!\cdot T^{-1}}
ahol T = [ψ{\displaystyle \circ }φ−1], azaz a ψ{\displaystyle \circ }φ−1 koordináta-rendszer váltó transzformáció mátrixa. Ez a tulajdonság újabb lehetőséget biztosít a tenzor definíciójára. Eszerint, ha minden egyes φ:V {\displaystyle \rightarrow } R3 lineáris bijekcióhoz hozzárendelünk egy Mφ mátrixot úgy, hogy bármely két ilyen φ, ψ koordináta leképezés esetén teljesüljön az Mψ = T Mφ T−1 egyenlőség, ahol T a φ és ψ közötti koordináta transzformáció, akkor az (Mφ) mátrixrendszer egyértelműen meghatároz egy tenzort.

## Tenzor műveletek

### Tenzorok lineáris tere
A tenzorokat r {\displaystyle \mapsto } Ar lineáris leképezéseknek tekintve bevezethetjük terükön a skalárral való szorzás és az összeadás műveletét. Ezek egy r vektorhoz következőket rendelik. Ha A és B tenzorok, akkor:
{\displaystyle (\mathbf {A} +\mathbf {B} )\mathbf {r} :=\mathbf {A} \mathbf {r} +\mathbf {B} \mathbf {r} }
Ha emellett λ skalár, akkor
{\displaystyle (\lambda .\mathbf {A} )\mathbf {r} :=\lambda .(\mathbf {A} \mathbf {r} )}
A tenzorok vektorterének nulleleme az a 0 tenzor, mely minden r vektorhoz a 0 vektort rendeli
{\displaystyle \mathbf {0} \mathbf {r} =\mathbf {0} }
Az –A ellentett tenzor az A-nak a -1 skalárral vett szorzata:
{\displaystyle (-\mathbf {A} )\mathbf {r} =(-1).\mathbf {A} \mathbf {r} }
A tenzortér 9 dimenziós, ha térbeli és 4 dimenziós, ha síkbeli.

### Tenzorok algebrája
Az A és B tenzor szorzatát definiálva a tenzorok egységelemes algebrát alkotnak. Tetszőleges r vektorra a szorzat értelmezése:
{\displaystyle (\mathbf {A} \mathbf {B} )\mathbf {r} :=\mathbf {A} (\mathbf {B} \mathbf {r} )}
Ez lényegében nem más mint a lineáris leképezések kompozíciója.
Az egységtenzor az indentitás leképezésnek felel meg:
{\displaystyle \mathbf {I} \mathbf {r} :=\mathbf {r} }
Az A tenzor inverzének (vagy reciprokának) nevezzük az olyan a C tenzort, melyre:
{\displaystyle \mathbf {A} \mathbf {C} =\mathbf {C} \mathbf {A} =\mathbf {I} }
Nem minden tenzornak van inverze, de ha van, az egyértelmű.
A tenzorok algebrája nem kommutatív (található A és B, hogy AB≠BA) és nem nullosztómentes (létezik nemnulla A és B, hogy AB=0)

### Geometriai műveletek
Az A tenzort és a v vektor vektoriális szorzata a következő:
{\displaystyle (\mathbf {v} \times \mathbf {A} )\mathbf {r} :=\mathbf {v} \times (\mathbf {A} \mathbf {r} )}
Ez a szorzásfajta mindkét tényezőjében lineáris.
Tenzort eredményez azonban két vektor diadikus szorzata:
{\displaystyle (\mathbf {a} \circ \mathbf {b} )\mathbf {r} :=\mathbf {a} .(\mathbf {b} \cdot \mathbf {r} )}
Ahol . a skalárral történő szorzás, {\displaystyle \cdot } pedig a skaláris szorzás.

## Tenzorszimmetriák és -antiszimmetriák
Azt mondjuk, hogy az A tenzor szimmetrikus, ha tetszőleges u és v vektorra:
{\displaystyle \mathbf {uAv} =\mathbf {vAu} }
és azt mondjuk, hogy antiszimmetrikus, ha
{\displaystyle \mathbf {uAv} =-\mathbf {vAu} }
Ha egy tenzor szimmetrikus, akkor bármely bázisban a mátrixa szimmetrikus mátrix, azaz a főátlóra az elemek tükrösek:
{\displaystyle {\begin{bmatrix}a_{11}&\alpha &\beta \\\alpha &a_{22}&\gamma \\\beta &\gamma &a_{33}\end{bmatrix}}}
vagy másként: aij=aji.
Ha egy tenzor antiszimmetrikus, akkor bármely bázisban a mátrixa antiszimmetrikus mátrix, azaz a főátlóban csak nullák vannak és a főátlóra az elemek ellentett-tükrösek:
{\displaystyle {\begin{bmatrix}0&-\alpha &-\beta \\\alpha &0&-\gamma \\\beta &\gamma &0\end{bmatrix}}}
vagy másként: aij=–aji.
Ekkor a tenzor egyértelműen előáll a×I alakban, ahol a az (γ,-β,α) vektor, I pedig az egységtenzor. Az antiszimmetrikus tenzorokat szokás éppen ezért pszeudovektoroknak is nevezni.
Tetszőleges A tenzor egyértelműen bontható fel egy szimmetrikus és egy antiszimmetrikus tenzor összegére:
{\displaystyle \mathbf {A} =\mathbf {A} _{s}+\mathbf {A} _{a}}
Egyetlen olyan A* tenzor létezik, mellyel A + A* szimmetrikus tenzor, A – A* pedig antiszimmetrikus. Ezt az A* tenzort az A transzponáltjának nevezzük. Rögzített bázisban a A* mátrixa az A mátrixának transzponáltja:
{\displaystyle {\begin{bmatrix}a_{11}&a_{21}&a_{31}\\a_{12}&a_{22}&a_{32}\\a_{13}&a_{23}&a_{33}\end{bmatrix}}}
azaz a*ij=aji.

## Invariáns mennyiségek
Maga egy A tenzor független a koordináta-rendszer választásától (csak a mátrixa függ). Ebből a tulajdonságából következik, hogy egy tenzorhoz kapcsolódnak olyan vektor- és skalármennyiségek, melyek szintén függetlenek a koordináta-rendszer rögzítésétől.

### Nyom
Egy A tenzor első skalárinvariánsa (a{\displaystyle {\mbox{ }}_{I}} ) a
spur(A):=a11+a22+a33
mennyiség, azaz tetszőleges mátrixának főátlóbeli elemei összege. (A spur(A) rövidítés magyar elnevezése: „az A nyoma”, másként tr-rel vagy Tr-rel is jelölhető, az angolban meghonosodott trace elnevezés alapján.)
Ugyanis, ha A az A tenzor tetszőleges mátrixa és T koordinátatranszformáció, akkor (felhasználva a mátrix nyomára vonatkozó spur(AB)=spur(BA) felcserélhetőségi tulajdonságot):
{\displaystyle \mathrm {spur} (TAT^{-1})=\mathrm {spur} (TT^{-1}A)=\mathrm {spur} (IA)=\mathrm {spur} (A)\,}
ahol I az egységmátrix. Ha tehát A tenzor mátrixa, akkor ennek nyoma minden koordináta-rendszerben ugyanaz a szám (skalár).

### Adjungált-nyom
Az A tenzor adjungáltjának nyoma (triviális módon) szintén invariáns (2. skalárinvariáns: a{\displaystyle {\mbox{ }}_{II}} ):
spur(adj(A))
Itt adj(A) az a tenzor, mely tetszőleges bázis választása esetén az A mátrixának előjeles aldetermináns-mátrixaként jön létre:
{\displaystyle [\mathrm {adj} (\mathbf {A} )]={\begin{bmatrix}+\left|{\begin{matrix}a_{22}&a_{23}\\a_{32}&a_{33}\end{matrix}}\right|&-\left|{\begin{matrix}a_{12}&a_{13}\\a_{32}&a_{33}\end{matrix}}\right|&+\left|{\begin{matrix}a_{12}&a_{13}\\a_{22}&a_{23}\end{matrix}}\right|\\&&\\-\left|{\begin{matrix}a_{21}&a_{23}\\a_{31}&a_{33}\end{matrix}}\right|&+\left|{\begin{matrix}a_{11}&a_{13}\\a_{31}&a_{33}\end{matrix}}\right|&-\left|{\begin{matrix}a_{11}&a_{13}\\a_{21}&a_{23}\end{matrix}}\right|\\&&\\+\left|{\begin{matrix}a_{21}&a_{22}\\a_{31}&a_{32}\end{matrix}}\right|&-\left|{\begin{matrix}a_{11}&a_{12}\\a_{31}&a_{32}\end{matrix}}\right|&+\left|{\begin{matrix}a_{11}&a_{12}\\a_{21}&a_{22}\end{matrix}}\right|\end{bmatrix}}}
Ugyanis, adj(A) valóban tenzor, mert tetszőleges A mátrixra és T koordináta-transzformációra (felhasználva a mátrix adjungáltjára vonatkozó adj(AB) = adj(B){\displaystyle \cdot }adj(A) azonosságot, továbbá az invertálható mátrix inverzének képletét):
{\displaystyle \mathrm {adj} (TAT^{-1})=\mathrm {adj} (T^{-1})\cdot \mathrm {adj} (A)\cdot \mathrm {adj} (T)=}
{\displaystyle ={\frac {T}{\mathrm {det} (T)}}\cdot \mathrm {adj} (A)\cdot T^{-1}\cdot \mathrm {det} (T)=T\cdot \mathrm {adj} (A)\cdot T^{-1}}
tehát adj(A) úgy transzformálódik, mint az A mátrix, ami viszont tenzor mátrixa. De minden tenzor nyoma invariáns, így spur(adj(A)) is az.

### Determináns
Az A tenzor harmadik skalárinvariánsa (a{\displaystyle {\mbox{ }}_{III}}) tetszőleges mátrixának determinánsa:
{\displaystyle \mathrm {det} (\mathbf {A} )=\left|{\begin{matrix}a_{11}&a_{12}&a_{13}\\a_{21}&a_{22}&a_{23}\\a_{31}&a_{32}&a_{33}\end{matrix}}\right|=a_{11}a_{22}a_{33}+a_{13}a_{21}a_{32}+a_{12}a_{23}a_{31}+}
{\displaystyle -a_{13}a_{22}a_{31}-a_{11}a_{23}a_{32}-a_{12}a_{21}a_{33}\,}
Ugyanis, ha A tenzor, és A egy tetszőleges bázisban a mátrixa, valamint T egy tetszőleges koordináta-transzformáció mátrixa, akkor a mátrixok determinánsának tulajdonságai miatt:
{\displaystyle \mathrm {det} (TAT^{-1})=\mathrm {det} (T)\mathrm {det} (A)\mathrm {det} (T^{-1})=\mathrm {det} (T)\mathrm {det} (A){\frac {1}{\mathrm {det} T}}=\mathrm {det} (A)}
A determináns szemléletes jelentése, a bázisvektorok képei által kifeszített paralelepipedon előjeles térfogata. Világos, hogy akármilyen ortonormált bázisban ez a térfogat ugyanaz, azaz invariáns.

### Vektorinvariáns
Minden antiszimmetrikus tenzor előáll a×I vektoriális szorzat formájában, ahol a vektor, I az egységtenzor. Itt a-t az antiszimmetrikus tenzor vektorinvariánsának nevezzük. Egy tetszőleges A tenzor vektorinvariánsán értjük az antiszimmetrikus részének vektorinvariánsát.

## Tenzor hatványa
Az A pozitív egész n-edik hatványának nevezzük az An:=A{\displaystyle \cdot }A{\displaystyle \cdot }…{\displaystyle \cdot }A szorzatot, melyben n tényező szerepel. Tenzor nulladik hatványa az egységtenzor: A0 := I.
A pontosan akkor invertálható, ha det(A) ≠ 0, és ekkor az inverze:
{\displaystyle \mathbf {A} ^{-1}={\frac {\mathrm {adj} \;\mathbf {A} }{\mathrm {det} \;\mathbf {A} }}}
Itt adj A mátrixalakban az A mátrixának előjeles aldeterminánsmátrixa.
Invertálható tenzor negatív egész kitevőjű hatvány az inverz pozitív egész kitevőjű hatványai: A−2:=(A−1)2, A−3:=(A−1)3, …
A Caley–Hamilton-tétel következményeként a tenzor gyöke a karakterisztikus polinomnak (lásd lentebb). Azaz, ha P(λ)=λ3-aIλ2+aIIλ-aIII a karakterisztikus polinom, akkor fennáll a következő tenzor egyenlet:
{\displaystyle \mathbf {A} ^{3}-a_{\mathrm {I} }\mathbf {A} ^{2}+a_{\mathrm {II} }\mathbf {A} -a_{\mathrm {III} }\mathbf {I} =\mathbf {0} }
itt az együtthatók a tenzor skalárinvariánsai.

## Sajátvektor, sajátérték
Azt mondjuk, hogy a nemnulla v vektor az A tenzor λ sajátértékű sajátvektora, ha teljesül az
{\displaystyle \mathbf {A} \mathbf {v} =\lambda .\mathbf {v} }
egyenlőség, azaz A a v-t saját egyenesébe képezi.
A tenzoregyenletet nullára redukálva, tetszőleges bázisban a sajátvektorok a következő (határozatlan) homogén lineáris egyenletrendszerrel jellemezhetők:
{\displaystyle [\mathbf {A} -\lambda .\mathbf {I} ]\cdot [\mathbf {v} ]=[\mathbf {0} ]}
Ennek az egyenletnek pontosan akkor van nemnulla megoldása, ha a bal oldali mátrix determinánsa 0:
{\displaystyle \mathrm {det} (\mathbf {A} -\lambda .\mathbf {I} )=\lambda ^{3}-\mathrm {spur} (\mathbf {A} )\lambda ^{2}+\mathrm {spur} (\mathrm {adj} \,\mathbf {A} )\lambda -\mathrm {det} (\mathbf {A} )=0}
Ezt az (invariáns) egyenletet nevezik a tenzor karakterisztikus egyenletének, melyből a sajátértékek, mint gyökök meghatározhatók. A sajátértékeket azután az egyenletrendszere behelyettesítve, és azt megoldva megkapjuk a sajátvektorokat. Megjegyezzük, hogy az R2 térbeli esetben a karakterisztikus egyenlet:
{\displaystyle \lambda ^{2}-\mathrm {spur} (\mathbf {A} )\lambda +\mathrm {det} (\mathbf {A} )=0}
Ha a sajávektorokból ortonormált bázis választható ki, akkor ezt főtengelyrendszernek nevezzük. Főtengelyrendszerben a tenzor mátrixa diagonális mátrix, melynek főátlójában a sajátértékek vannak.
Főtengelytétel – Szimmetrikus tenzornak létezik (valós sajátértékekkel, ortonormált) főtengelyrendszere.